# NFM Technologies

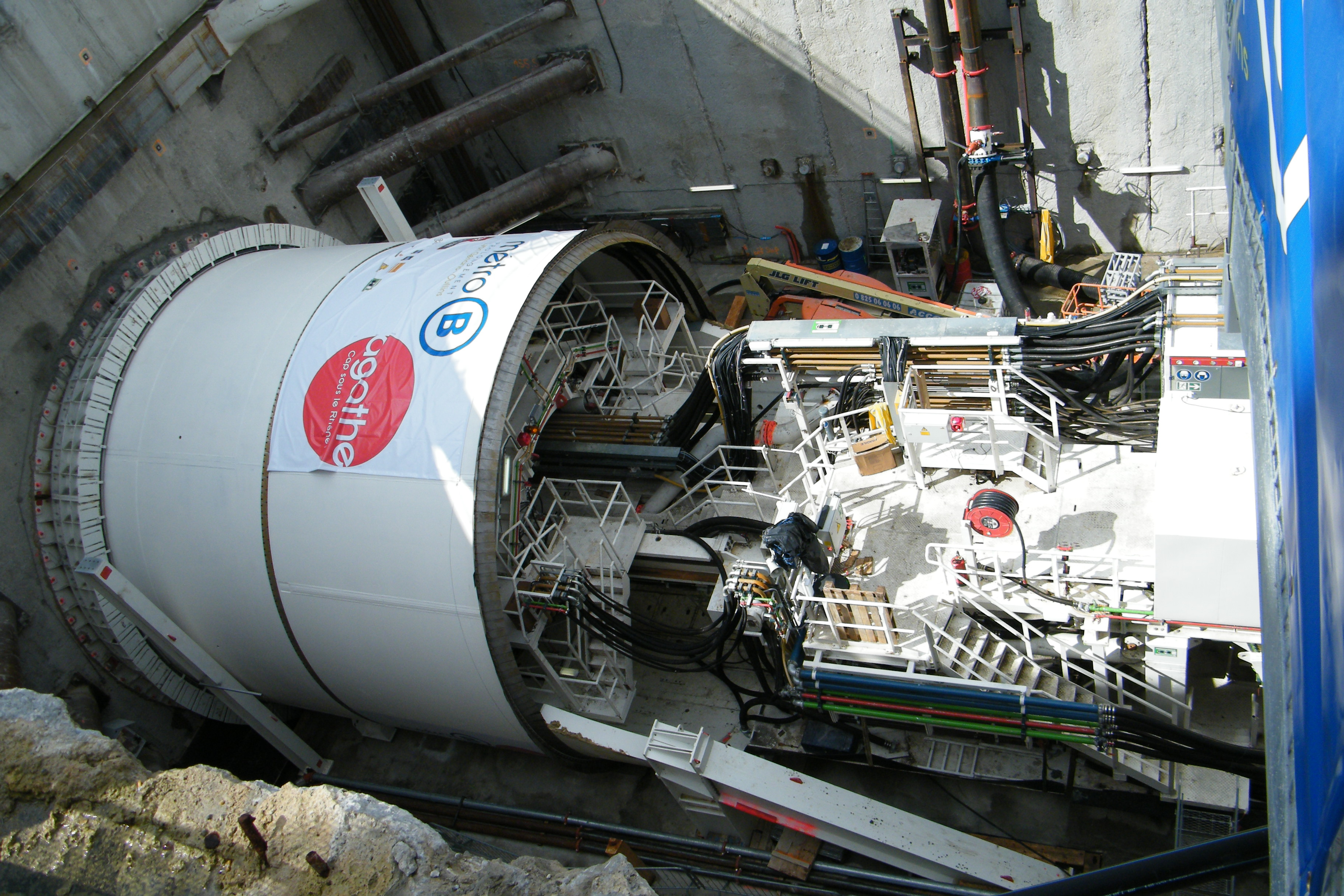
Tunnelier Agathe construit par la société Herrenknecht pour le prolongement de la ligne B du métro de Lyon.

NFM Technologies SAS (ex-Neyrpic Framatome Mécanique) était une entreprise française spécialisée dans la fabrication de tunnelier, fondée en 1987 .

## Histoire
Elle fondée le 20 janvier 1987 du rapprochement des activités mécaniques de l'ex-Creusot-Loire (société liquidée en décembre 1984) et du grenoblois Neyrpic. Depuis 2007, la société était détenue par le groupe chinois NHI, conglomérat minier et cimentier contrôlé par la municipalité de Shenyang. Au sein du groupe chinois NHI, NFM Technologies a connu une très forte croissance jusqu’en 2015, avec le doublement de son chiffre d’affaires record de 160 millions d’euros. Cette stratégie de développement, axée sur une politique commerciale très agressive, a entraîné une baisse de la qualité de fabrication de ses machines et des retards dans les livraisons. Les déboires financiers de NHI qui a été mis en redressement judiciaire en Chine en 2016, ont accéléré les difficultés de NFM.
La société qui comptait 261 salariés en 2016, ramenés 150 en mai 2018 avait dû encore réduire ses effectifs pour tomber à 28 dans l'atelier du Creusot, vidé de ses machines depuis plusieurs mois, et 26 au siège, tous au chômage technique depuis juillet 2019. La société avait accumulé plus de 165 millions d'euros de dettes fin 2016, pour un chiffre d'affaires annuel tombé à moins de 66 millions d'euros, faute de commandes.
Pour tenter de sauver la division tunneliers, la direction de l'entreprise a vendu, en janvier 2018, sa division nucléaire qui comptait 52 salariés, au groupe Réel de Saint-Cyr-au-Mont-d'Or, dans la banlieue de Lyon.
Mis en redressement judiciaire en juillet 2018, l'entreprise a été rachetée à la barre par le constructeur allemand Mülhäuser Gmbh, partenaire historique de NFM Technologies et seul candidat en lice pour reprendre le dernier fabricant français de tunneliers. La nouvelle société, constitué le 21 décembre 2018, a été nommée « Tunneling Equipment SAS » avec un siège social implanté dans les ateliers du Creusot. 
Le groupe allemand Mülhauser GmbH a lui-même été placé en liquidation judiciaire en Allemagne en juin 2019, ne laissant subsister que l’entité française, la SAS Tunneling Equipment, composée d’un bureau d’études à Villeurbanne et du site de production au Creusot qui a été liquidée le 19 avril 2020. La société Mülhauser Gmbh a été reprise en février 2020 par le groupe américain Mining Equipment Ltd. de Durango dans le Colorado,,.
Le tribunal de commerce de Chalon-sur-Saône a prononcé la liquidation judiciaire de SAS Tunneling Equipment ex-NFM Technologies, sans poursuite d'activités, le 17 avril 2020.

## Activité
NFM était spécialisée dans la construction de tunneliers surtout de taille moyenne, secteur en expansion contrairement aux constructeurs de tunneliers de très grosse taille qui souffrent du ralentissement du nombre de projets. Son siège était installé à Villeurbanne et ses ateliers de production au Creusot. 